# Murray Bowen
Murray Bowen, né le 31 janvier 1913 dans la petite ville de Waverly, au Tennessee, et mort le 9 octobre 1990 à Chevy Chase, dans le Maryland, était un psychiatre américain et un pionnier de la thérapie familiale. Il a développé la théorie des systèmes familiaux, une approche systémique qui se concentre sur la famille en tant qu'unité émotionnelle à traiter, plutôt que sur les individus isolés au sein de la famille.

## Biographie

### Vie privée
Murray Bowen est né le 31 janvier 1913 dans la petite ville de Waverly, Tennessee, l'aîné d'une famille de cinq enfants. En 1934, il a été diplômé d'un baccalauréat en sciences de l'université du Tennessee. Il a ensuite poursuivi ses études à la faculté de médecine de l'université du Tennessee, et a obtenu son diplôme de médecine en 1937. Bowen a travaillé comme stagiaire à l'hôpital Bellevue de New York et à l'hôpital Grasslands à Valhalla, dans l'État de New York. Il a enfin servi dans l'armée de 1941 à 1946, pendant la Seconde Guerre mondiale, aux États-Unis et en Europe, passant du grade de lieutenant à major.

### Vie professionnelle
Bowen avait été accepté pour une bourse de recherche en chirurgie à la clinique Mayo, à débuter après le service militaire, mais ses expériences de guerre ont entraîné chez Bowen un changement d'intérêt de la chirurgie à la psychiatrie. En 1946, Bowen a donc accepté un poste de chercheur en psychiatrie à la Fondation Menninger à Topeka, au Kansas. Il y est resté jusqu'en 1954, moment où il a rejoint le National Institute of Mental Health (NIMH), en banlieue de Washington. Il a alors commencé à former sa théorie des systèmes familiaux. Pendant plusieurs années, Bowen a étudié les relations et les structures familiales tout en travaillant avec des parents d'enfants schizophrènes.
Après avoir quitté le NIMH, en 1959, il a poursuivi ses recherches au Georgetown University Medical Center, à Washington. Il a fondé en 1975 le Georgetown Family Center, et l'a dirigé jusqu'à sa mort. Parallèlement à ce travail académique, il a maintenu une pratique psychiatrique privée à son bureau à domicile de Chevy Chase, au Maryland. Il a également été professeur invité dans diverses écoles de médecine, dont l'université du Maryland, de 1956 à 1963, et professeur à temps partiel et président de la division de psychiatrie familiale et sociale au Medical College of Virginia, à Richmond, de 1964 à 1978 À ce collège, au milieu des années 1960, il a été pionnier en ce qui concerne l'utilisation en psychiatrie de la télévision en circuit fermé et des enregistrements vidéo d'entretiens avec les patients.